# Melipona illota
Melipona illota är en biart som beskrevs av Cockerell 1919. Melipona illota ingår i släktet Melipona och familjen långtungebin. Inga underarter finns listade i Catalogue of Life.